# كيلي مان
كيلي مان (بالإنجليزية: Kelly Mann)‏ هو لاعب كرة قاعدة أمريكي، ولد في 17 أغسطس 1967 في سانتا مونيكا في الولايات المتحدة.

## وصلات خارجية
- كيلي مان على موقعبيزبول رفرنس.كوم (الدوري الرئيسي) (الإنجليزية)
- كيلي مان على موقعبيزبول رفرنس.كوم (الدوري الثانوي) (الإنجليزية)